# 박천 전투
박천 전투 (1950년 11월 5일)는 6.25 전쟁에 중국인민지원군 (PVA)이 참전한 후 중국군의 제1단계 공세가 시작된 지 10일 후에 발발했다. 보촨 전투(중국어 간체자: 博川战斗, 병음: Bó Chuān Zhàn Dòu)라고도 알려진 이 전투는 전쟁 초 조선민주주의인민공화국의 대한민국 침공에 대한 개입 이후 유엔군사령부의 압록강 공세를 패퇴시켰다. 이 전투는 영국 및 오스트레일리아군과 미군 전차 및 포병이 지원하는 제27보병여단과 제39군 예하의 제117사단 중국인민지원군이 대령강변의 박천군 마을 일대에서 벌였다. 10월 30일 정주를 점령한 후 영국과 오스트레일리아군은 미 제8군의 서쪽 측면을 강화하기 위해 박천으로 철수하라는 명령을 받았다. 한편, 운산 전투에서 미군에 대한 승리 직후, 중국인민지원군 제117사단은 예상치 못한 중국인민지원군의 공격에 직면하여 철수하는 유엔군을 차단할 목적으로 남쪽으로 공격해 왔다. 중국인민지원군의 진격을 저지하기 위해, 제27영연방여단은 우측 상류에 있는 미 제24보병사단과 협력하여 후방 부대로서 대령강과 청천강의 하류 도하 지점을 방어하라는 명령을 받았다.
11월 4일/5일 밤 동안, 중국인민지원군과 조선인민군은 미 제24보병사단에 대한 전면 공격을 감행하여 미 보병 연대를 거의 2 킬로미터 (1.2 mi)나 후퇴시켰다. 중국인민지원군/조선인민군 병력은 이후 서쪽으로 방향을 틀어 대령강과 청천강 사이로 진격하여 박천-신안주 도로를 차단함으로써 제27영연방여단의 후방을 위협했다. 다음 날 그들은 구진 근처의 중요한 콘크리트 다리를 지키고 있던 미 포병 대대를 공격했다. 영국군과 오스트레일리아군은 낮 동안 인근 능선들을 점령하고 있던 중국인민지원군을 성공적으로 역습했으나, 밤 동안 다시 역습을 받아 고지에서 밀려났다. 중국인민지원군과의 첫 전투에서 오스트레일리아 왕립 연대 제3대대는 제한된 공격 지원만으로 잘 방어된 언덕을 점령했고, 강력한 역습에도 불구하고 이를 고수했지만, 혼란스러운 지휘 결정으로 인해 여전히 교전 중인 상태에서 무질서한 야간 철수가 이루어졌다. 이 철수는 제27영연방여단의 좌측 측면을 노출시킬 위협이 있었고, 오스트레일리아군은 즉시 능선으로 재배치하라는 명령을 받았지만, 결국 어둠 속에서 그 지형을 되찾기에는 너무 늦었다. 그러나 격렬한 전투 끝에 자정 이후 오스트레일리아군에 대한 압박은 예상치 못하게 해제되었고, 중국인민지원군 부대들이 철수하기 시작하는 것이 관측되었다. 이른 아침까지 중국인민지원군의 공격은 저지되었고, 오스트레일리아 왕립 연대 제3대대는 매은정동 북쪽 철도 건널목 주변의 논으로 새로운 위치를 재배치했다.

이 전투는 양측 모두에게 큰 손실을 입혔다. 오스트레일리아군은 진격하는 중국인민지원군 제117사단을 저지하고 막대한 사상자를 입혔지만, 그들 자신도 큰 손실을 입었다. 전투 후, 경험이 부족한 오스트레일리아 대대장 플로이드 월시 중령은 이전 지휘관인 찰스 그린 중령이 정주에서 전사한 지 불과 6일 만에 지휘를 맡았음에도 불구하고 영국 여단 지휘관에 의해 해임되었다. 그럼에도 불구하고 제27영연방여단은 박천에서 중국인민지원군의 돌파를 막아 강을 건너는 중요한 철수 경로를 열어두고 유엔군의 좌측 측면을 확보하는 데 성공했다. 상당한 사상자를 낸 중국인민지원군의 공세는 다음 날 보급 문제로 인해 마침내 중단되었다. 중국인민지원군과 조선인민군은 일시적으로 북쪽으로 철수해야 했고, 유엔군은 성공적으로 진지를 강화하여 청천강 전선을 유지했다. 그러나 11월 말까지 미 제8군은 중국인민지원군이 제2단계 공세를 시작하면서 다시 남쪽으로 철수할 수밖에 없었다. 유엔군은 조선민주주의인민공화국에서 북위 38도로 철수하여 방어 진지를 재구축하려 했다.

## 배경

### 군사적 상황
6.25 전쟁은 1950년 6월 25일 이른 아침, 공산주의 조선민주주의인민공화국이 남쪽 이웃인 대한민국을 기습 침공하면서 시작되었다. 수적으로 우월하고 더 잘 무장한 조선인민군은 북위 38도를 넘어 빠르게 남진하여 대한민국 육군을 쉽게 제압했다. 이에 대응하여 유엔은 대한민국을 지원하기 위해 개입하기로 결정했고, 회원국들에게 상황을 회복하기 위한 병력 파견을 요청했다. 그 결과, 미 지상군은 한국군의 붕괴를 막기 위해 급히 배치되었지만, 이들 역시 병력이 부족하고 장비가 열악하여 8월 초까지 조선인민군에 의해 부산 방어선으로 알려진 부산 주변의 포위망으로 밀려났다. 주요 미 동맹국인 영국, 캐나다, 오스트레일리아도 병력을 파견했지만, 이들은 처음에는 해군 파견대에 국한되었고 대체로 미국의 상징적인 노력으로 간주되었다. 외교적 압력으로 영국은 7월에 보병 여단을 배치하는 데 동의했고, 위기가 악화되자 나중에 두 번째 여단을 파견할 예정이었다. 캐나다도 보병 여단을 제공하기로 동의했지만, 첫 대대, 즉 프린세스 패트리샤 캐나다 경보병연대 제2대대 (2 PPCLI)는 6주간의 훈련 과정을 마친 후 1951년 2월까지 전선에 도착하지 않았다. 총 21개 유엔 회원국이 결국 병력을 기여했다.

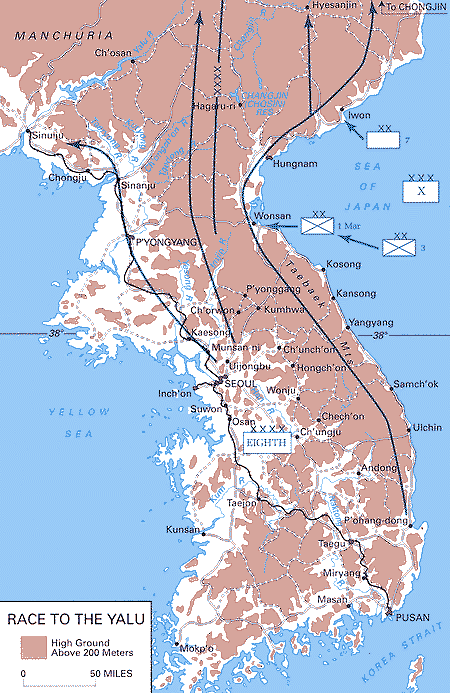
1950년 압록강을 향한 유엔군의 진격 지도

오스트레일리아는 전투에 부대를 파견한 최초의 국가 중 하나로, 처음에는 더글러스 맥아더 장군이 이끄는 유엔군에서 작지만 때로는 중요한 역할을 수행했다. 영연방 점령군 (BCOF)의 일환으로 일본에 배치된 지원병들은 오스트레일리아의 대응의 기초를 형성했으며, 오스트레일리아 왕립 공군 제77전투비행대대의 P-51 머스탱 전투-폭격기가 7월 2일 첫 임무를 수행했으며, 프리깃 HMAS Shoalhaven과 구축함 HMAS Bataan도 해군 작전에 투입되었다. 이 기간 동안, 전쟁 발발 전 오스트레일리아로 귀환을 준비하고 있던 오스트레일리아 왕립 연대 제3대대는 일본에 남아 있었지만, 7월 26일 오스트레일리아 정부는 준비 기간을 거쳐 병력이 부족하고 장비가 열악한 이 보병 대대를 전투에 투입할 것이라고 발표했다. 훈련과 재무장이 즉시 시작되었고, K 부대의 일환으로 수백 명의 증원군이 오스트레일리아에서 급히 모집되어 대대를 채우기 시작했다. 대대장인 플로이드 월시 중령은 찰스 그린 중령으로 교체되었다. 제2차 세계 대전 중 뉴기니 전역에서 일본군과 싸운 광범위한 작전 경험을 가진 장교인 그린은 월시의 경험 부족으로 인해 그를 대신하여 지휘를 맡았다.
1950년 9월 23일, 오스트레일리아 왕립 연대 제3대대는 한국으로 출항하여 9월 28일 부산에 집결했다. 거기서 그들은 영국 제27보병여단에 합류했는데, 이 부대는 8월 말 부산 방어선 주변 상황이 악화되자 월턴 워커 중장 지휘하의 미 제8군을 강화하기 위해 영국이 급히 홍콩에서 파견한 수비대였다. 바실 코아드 준장이 지휘하는 이 여단은 제27영연방여단으로 개칭되었고, 아르가일 및 서덜랜드 하이랜더 제1대대 (1 ASHR), 미들섹스 연대 제1대대 (1 MR) 및 오스트레일리아 왕립 연대 제3대대로 구성되었다. 병력이 부족한 영국군 두 개 대대는 각각 총 600명의 병력을 겨우 모았고, 여단은 수송 및 중장비도 부족했으며, 자체 포병 지원이 없어서 1951년 1월 뉴질랜드 왕립 포병 제16야전연대가 도착할 때까지 전적으로 미군에 의존해야 했다. 따라서 약 1,000명의 병력을 가진 오스트레일리아 왕립 연대 제3대대의 추가는 여단에 전술적 중요성을 더해주었을 뿐만 아니라, 오스트레일리아군이 미군 부대에 배속되는 대신 익숙한 조직 환경 내에서 효율적으로 작전할 수 있도록 해주었다.
오스트레일리아 왕립 연대 제3대대가 전장에 도착할 무렵, 조선인민군은 격퇴되어 빠르게 후퇴하고 있었으며, 맥아더의 병력은 인천에서 성공적인 상륙 작전과 한반도 남단에서 부산 방어선 돌파를 수행하고 있었다. 꾸준한 진격이 시작되어 북한군을 북쪽으로 북위 38도를 향해 밀어냈다. 제27영연방여단은 호바트 R. 게이 소장의 지휘 아래 미 제1기병사단에 배속되었다. 10월 16일, 여단은 유엔군의 북한 진격의 선봉을 맡았다. 조선인민군은 지난 몇 주 동안 큰 손실을 입었음에도 불구하고 강력히 저항했다. 제27영연방여단은 금천군에서 70 킬로미터 (43 mi)를 이동했고, 아가일군은 10월 17일 사리원을 점령하여 215명의 조선인민군을 사살하고 많은 포로를 잡았으며, 이 과정에서 1명이 전사하고 3명이 부상당했다. 영국군과 오스트레일리아군은 10월 21일 존 H. 처치 소장의 전체 지휘 아래 미 제24보병사단의 지휘를 받게 되었고, 미 제1기병사단은 평양에 남아 점령을 완료했다. 여단은 정주를 점령하라는 명령을 받았다.
진격은 거의 쉬지 않고 북쪽으로 계속되었고, 10월 22일 오스트레일리아군은 영주에서 첫 주요 교전을 벌여 150명의 조선인민군을 사살하고 여단의 포로 800명 중 239명을 포획했으며, 7명의 부상자를 냈다. 조선인민군을 격파하고 전쟁을 종결시키려는 의도로, 유엔군은 중국 국경의 압록강을 향해 진격했다. 여단은 청천강을 건너 박천군으로 향했다. 10월 24일, 맥아더는 자신의 병력의 압록강 남쪽 이동에 대한 모든 제한을 해제하고 마지막 진격 단계를 준비했으며, 미합중국 합동참모본부의 지시를 무시하고 북한을 지원하기 위한 중국의 개입 위험을 감수했다. 10월 25일, 오스트레일리아 왕립 연대 제3대대는 대령강을 건넜다. 조선인민군은 다음 날 아침 일찍 구진에서 전방 오스트레일리아 중대를 공격했고, 이로 인해 오스트레일리아군은 전사 8명, 부상 22명의 손실을 입었다. 그러나 조선인민군은 100명 이상 전사, 350명 포획 등 막대한 사상자를 냈으며, 오스트레일리아군은 조선인민군이 철수한 후 교두보를 방어하는 데 성공했다. 정보에 따르면 영국과 오스트레일리아군은 정주에서 70km 떨어진 조선인민군 제17기갑여단과 대치하고 있으며, 이들이 마지막 방어선을 준비하고 있었다. 전쟁이 거의 끝났다고 여겨지자 제27영연방여단은 정주를 향해 조선인민군을 계속 추격했지만, 조중 국경에 가까워질수록 진격은 점차 강력한 저항에 부딪혔다. 10월 29일부터 30일까지 오스트레일리아 왕립 연대 제3대대는 정주 전투를 벌였다. 조선인민군 사상자는 전사 162명, 포로 10명이었고, 오스트레일리아군 사상자는 전사 9명, 부상 30명이었는데, 여기에는 11월 1일 부상으로 사망한 그린도 포함되었다.

## 서곡

### 대치하는 병력
정주를 점령한 후 미 제21보병연대는 서쪽으로 선천군으로 향하는 도로를 따라 빠르게 출발했다. 그들은 강력한 조선인민군 진지 한 곳만을 마주쳤고 이를 빠르게 전환하여, 11월 1일 정오까지 선봉 대대는 압록강에서 불과 30 킬로미터 (19 mi) 떨어진 청고동에 도달하여 또 다른 조선인민군 기갑 부대와 충돌했다. 한편 북쪽에서는 미 제24보병사단의 미 제5, 제9보병연대가 태천군과 구성시를 확보한 후 만주 국경에서 40 킬로미터 (25 mi) 이내로 진격했다. 그러나 10월 마지막 몇 주 동안 중국군은 조선인민군의 잔존 병력을 증원하기 위해 총사령관 펑더화이 원수 지휘하에 18개 중국인민지원군 사단을 압록강을 건너 이동시켰다. 미군과 한국군 정보망에 탐지되지 않은 채, 중국인민지원군 제13군집단은 10월 16일 국경을 넘어 북한으로 100 킬로미터 (62 mi)까지 침투했으며, 11월 초에는 중국인민지원군 제9군집단 소속 12개 사단에 의해 증원되었다. 총 30개 사단, 380,000명의 병력이었다. 중국인민지원군은 광범위하게 분산되어 있던 맥아더의 병력을 매복 공격하여 온정리에서 한국군 제2군단을 궤멸시키고 운산에서 미 제8기병연대를 포위하여 압도했다. 그 결과 미 제24보병사단은 청천강으로 후퇴하라는 명령을 받았고, 제27영연방여단도 남쪽으로 이동하기 시작했다.
결과적으로 정주는 제27영연방여단이 가장 깊이 침투한 지점이었고, 11월 1일 여단은 아직 사단 예비 병력으로 있을 때 서쪽 측면을 강화하기 위해 박천으로 철수하라는 명령을 받았다. 운산에서 성공을 거둔 직후, 장제청의 전체 지휘를 받는 중국인민지원군 제117사단은 철수하는 유엔군을 차단하고 박천의 교차로를 차단함으로써 한국군 제1보병사단과 미 제1기병사단의 잔존 병력을 제거할 목적으로 남쪽으로 공격해 왔다. 한편, 중국인민지원군 제38군과 제40군은 동쪽에서 청천강을 따라 접근했다. 그러나 오스트레일리아 왕립 연대 제3대대는 수송 부족으로 인해 정주에 남아 있었고, 여단의 나머지 병력은 남쪽으로 이동했다. 이제 미 제8군 좌측 측면에서 가장 전방에 있는 부대가 된 대대는 곧 통신이나 전차 및 포병 지원 없이 고립되었다. 마침내 11월 2일, 미 육군 트럭을 이용할 수 있게 되었고, 대대는 아무런 사고 없이 남쪽으로 이동을 완료하여 그날 저녁 대령강 강변에 주둔했다. 한편, 그린은 몇 달 전 일본에서 그가 직접 교체했던 월시가 임시로 교체할 것이라고 발표되었다. 당시 미 제8군 사령부에서 관찰자로 있던 월시는 보병 지휘관으로서 작전 경험이 부족함에도 불구하고 오스트레일리아 왕립 연대 제3대대로 긴급히 다시 파견되어 지휘를 맡았다. 그린의 사망 이후 어려운 상황에서 지휘를 맡았고 대대에 익숙해질 시간이 거의 없었던 월시의 경험 부족은 현지 상황이 악화되면서 곧 드러났다.
월커는 중국인민지원군의 공세에 대응하여 청천강과 대령강 북쪽에 병력을 배치하기로 결정했으며, 다음 날 코아드는 청천강을 건너는 교두보의 왼쪽 전방 구역을 사수하라는 새로운 명령을 받았다. 중국인민지원군의 진격을 저지하기 위해 제27영연방여단은 우측 상류에 있는 미 제24보병사단과 협력하여 후방 부대로서 대령강과 청천강의 하류 도하 지점을 방어하라는 명령을 받았다. 여단은 박천 지역에 집결했다. 미들섹스 연대는 마을과 그 북쪽 및 동쪽의 고지를 점령했고, 오스트레일리아 왕립 연대 제3대대와 아가일군은 대령강 서쪽 접근로를 방어하는 진지를 점령했으며, 후자는 여단 예비 병력으로 지정되었다. 그러나 영국군과 오스트레일리아군이 입수한 정보에 따르면 중국인민지원군은 동쪽 방향에서 공격할 가능성이 높았고, 코아드가 취한 배치에 대해 나중에 이를 고려하지 못했다는 비판이 제기되었다. 오스트레일리아 왕립 연대 제3대대는 마을 서쪽으로 1.5 킬로미터 (0.93 mi) 떨어진 방어 진지를 점령하고 다음 이틀 동안 그곳에 머물렀다. 한편, 아가일군의 B 중대와 C 중대는 구진 근처의 부분적으로 파괴된 다리 건너편에 대령강을 건너는 교두보를 형성했고, A 중대는 남쪽 도로를 따라 진지를 점령했다. 우측에는 미 제24보병사단이 안주에서 청천강 도하 지점을 방어했고, 한국군 제2군단은 더 동쪽에 진지를 유지했다. 넓은 전선을 방어해야 했기 때문에, 유엔군 진지는 제27영연방여단과 여단의 동쪽 측면에 있는 가장 가까운 미군 부대인 미 제19보병연대 전투단 제2대대(2/19 RCT) 사이에 9.5 킬로미터 (5.9 mi)의 간격으로 약화되었다.

## 전투

### 초기 기동, 1950년 11월 4일/5일

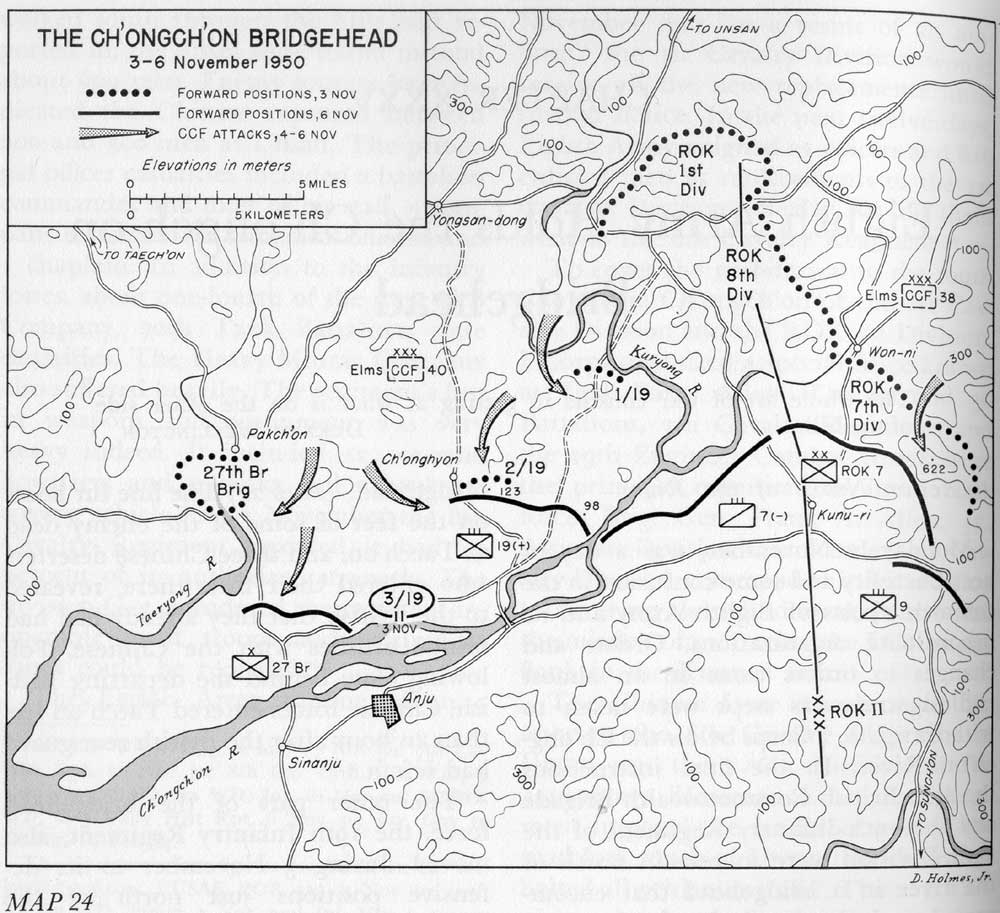
청천 교두보, 1950년 11월 3일~6일

1950년 11월 4일/5일 밤 동안, 중국인민지원군과 조선인민군은 미 제24보병사단에 대한 전면 공격을 감행했다. 새벽이 되기 전에 제19보병연대 전투단은 격렬한 교전을 벌였고, 거의 2 킬로미터 (1.2 mi)나 후퇴했다. 중국인민지원군 병력은 서쪽으로 방향을 틀어 대령강과 청천강 사이로 진격하여 박천-신안주 도로를 차단함으로써 제27영연방여단의 후방을 위협했다. 전날 오후 미들섹스 연대의 순찰대는 북동쪽으로 9.6 킬로미터 (6.0 mi) 떨어진 곳에서 대규모 중국인민지원군 순찰대와 교전하여 여러 명의 사상자를 냈지만, 중국인민지원군의 주요 공격은 다음 날 아침 일찍까지 오지 않았다. 한편, 수많은 난민이 계속 남쪽으로 이동했고, 이는 중국인민지원군이 난민을 이용하여 진지 침투를 은폐할 가능성 때문에 영국군과 오스트레일리아군에게 더 큰 우려를 안겨주었다. 11월 5일 08:00, 약 200명의 중국인민지원군이 제27영연방여단에 배속된 미 제61야전포병대대 C 포대를 공격했다. 미군 포병은 박천 남쪽으로 약 3 킬로미터 (1.9 mi) 떨어진 도로 옆 진지에서 여단을 지원하고 있었으며, 구진의 아가일 대대본부 남쪽 1.8 킬로미터 (1.1 mi) 지점에 있는 중요한 콘크리트 다리를 보호하고 있었다.
중국인민지원군은 그 지역에 여러 개의 도로 차단선을 설치한 후 미군 포대와 인근 다리를 공격했다. 이 공격은 제27영연방여단의 유일한 보급 또는 철수 수단이었던 안주로 향하는 도로를 차단했고, 청천강을 건너는 유일한 도하 지점을 노출시켰다. 코아드는 중국인민지원군이 포대 진지에서 제거되고 언덕을 확보하지 못하면, 여단이 포위되어 차단되고 안주 도하 지점을 잃을 위험이 있으며, 미 제19보병연대 전투단도 위협받을 것이라고 판단했다. 조지 닐슨 중령의 지휘 아래 아가일군은 상황을 해결하기 위해 파견되었다. B 중대와 C 중대는 대령강 서쪽 강둑에서 철수하여 A 중대를 증원한 후, 미 전차의 지원을 받아 차례로 남쪽으로 공격할 예정이었다. 동시에 알렉산더 윌슨 소령의 지휘 아래 A 중대는 즉시 북쪽으로 공격하여 도로를 확보하라는 명령을 받았다. 두 부대가 실수로 서로 교전하는 것을 피하기 위해 서둘러 통제 조치가 마련되었고, 08:40에 항공 지원이 요청되었다. 윌슨의 부대는 미군 트럭 두 대를 징발한 후, 미 M4 셔먼 전차 네 대의 지원을 받아 출발했다.
한편, 북쪽에서는 하워드 M. 무어 대위의 지휘 아래 미 제61야전포병대대 C 포대가 6문의 105mm M2A1 곡사포를 반원형으로 배치하고, 포방패 뒤에서 자동화기로 강력하게 진지를 방어했다. 동쪽에서 공격해 오는 중국인민지원군은 여러 개의 개울과 논두렁을 이용하여 포진지에 침투하려고 시도했다. 미군 곡사포 한 문은 사각을 낮춰 개방형 조준기로 근거리에서 사격하여 얼어붙은 논밭에 포탄을 튕겨내 공격하는 병력들 사이에서 폭발했다. 두 번째 곡사포는 45분 후에 방향을 틀어 첫 번째 곡사포의 화력을 증강시켰다. 미군은 45 and 270 미터 (49 and 295 yd) 범위에서 1,400발을 소모했지만, 화력의 중압감은 공격하는 병력을 저지하기에 충분하지 않았다. 상공의 정찰기에서 지시한 인근 포대의 지원 사격이 일시적으로 중국인민지원군의 맹공을 막았다. 소화기 탄약이 부족하고 곡사포 한 문을 파괴당했으며 2명이 전사하고 17명이 부상당한 미군은 압도당할 위기에 직면했다. 포병들은 다리에서 불과 18 미터 (20 yd) 떨어진 곳에서 중국인민지원군 폭파조의 일원을 사살했다. 마침내 아가일군의 B 중대와 C 중대가 포격을 받으며 대령강을 일렬로 건넌 후, 미들섹스 연대의 기관총 사격 지원을 받으며 체계적으로 도로를 확보하기 시작했고, A 중대도 계속 진격했다. 09:00에 구원 부대의 선두 전차와 보병이 도착했고, 곧이어 A 중대 나머지 병력이 도착했다. 아가일군은 빠르게 포대 진지를 확보했고, 중국인민지원군은 철도를 따라 북쪽으로 인근 언덕으로 철수했으며, 미 전차는 계속해서 그들과 교전했다. 포대 진지 근처에서 70명 이상의 중국인민지원군 시체가 발견되었지만, 중국인민지원군은 새로운 진지에서 계속해서 도로를 장악했다.
도로를 확보하기 위해 아가일군은 도로 동쪽으로 500 to 1,000 미터 (550 to 1,090 yd) 떨어진 고지에서 중국인민지원군을 제거하기 위해 이동했다. 높이 약 45 미터 (49 yd)의 언덕은 서쪽 논밭 너머 대령강까지 탁 트인 시야를 제공했고, 강 옆을 따라가는 박천-신안주 도로를 지배했다. 셔먼 전차 네 대, 기관총, 박격포의 지원을 받아 A 중대는 10:00에 언덕을 점령했다. 윌슨은 증원된 소대와 함께 정상에 주둔했고, 나머지 중대는 도로로 철수하여 3인치 박격포와 비커스 중기관총 부대가 배치되었다. 한편, 알라스테어 고든-잉그램 소령의 지휘 아래 B 중대는 미 전차 여러 대의 지원을 받아 두 번째 중국인민지원군 도로 차단선을 공격했다. C 포대의 포들도 다시 활성화되어 영국 보병을 지원 사격했고, 고든-잉그램이 부상당한 격렬한 교전 끝에 중국인민지원군은 후퇴할 수밖에 없었으며, 많은 사망자를 도로에 남겼다. 나중에 그들 중 일부는 안주의 다리에 사용할 폭파 장치를 휴대하고 있었던 것으로 밝혀졌다. 전투 생존자들이 언덕으로 이동하는 것이 목격되자, 닐슨은 B 중대와 C 중대에 도로를 보호하기 위해 동쪽 측면에 진지를 구축하라고 명령했다. 중국인민지원군은 포대 진지와 박천 주변 언덕에서 제거되었지만, 남쪽으로의 추가 공격은 제27영연방여단의 여전히 위태로운 진지를 계속 위협했다. 전투는 계속되었고, 11:00에 중국인민지원군은 A 중대 전초기지에 강력한 역습을 감행하여 6명이 부상당했다. 아가일군은 도로에 배치된 두 정의 비커스 기관총의 지속적인 엄호 사격 아래 고지에서 철수할 수밖에 없었고, 역경사면에 고정되었다.
오전 내내 미국 공군 (USAF)의 LT-6G 모스키토 경관측기는 제27영연방여단 후방 언덕에 증가하는 중국인민지원군 병력의 집중을 계속 감시했으며, 보고서는 그들의 병력이 약 1개 사단에 달한다고 나타냈다. 중국인민지원군이 밤에 도로를 차단할 것이라고 판단하고, 필요한 것보다 더 전방에 머무르는 것이 위험하다고 믿은 코아드는 제한적인 철수를 승인해 달라고 요청했다. 그는 전방 부대를 대령강을 건너 철수시킨 후, 안주 근처 청천강으로 남쪽으로 이동하기로 결정했다. 여단은 남쪽 경로를 확보하기 위해 인근 능선을 점령하고 있는 중국인민지원군 부대를 역습했다. 계획은 아가일군이 도로를 열어두는 동안, 오스트레일리아 왕립 연대 제3대대가 이전에 아가일 및 서덜랜드 하이랜더 제1대대 A 중대가 점령했던 고지를 재탈환하는 것을 상정했다. 미들섹스 연대는 그 다음을 통과하여 맹중동 동쪽의 언덕들을 확보하고 점령할 것이며, 아가일군은 여단의 후위 부대로서 새로운 방어 진지의 우측을 점령할 것이다. 여단은 그 다음 강을 건너는 교두보를 유지하기 위해 강 북쪽 강둑을 내려다보는 언덕에 밀집 방어선을 구축할 것이다. 한편, 아직 박천 서쪽에 주둔하고 있던 오스트레일리아군은 대령강을 건너 남쪽으로 7.5 킬로미터 (4.7 mi) 떨어진 잃어버린 진지를 되찾을 준비를 했다. 오스트레일리아 왕립 연대 제3대대는 강을 건너 이동한 후 어려운 접근에 직면했는데, 대대의 경로는 동쪽으로 800 미터 (870 yd) 떨어진 논쟁 중인 능선과 평행했다.

### 오스트레일리아 왕립 연대 제3대대, 능선 공격, 1950년 11월 5일
오스트레일리아군은 11:30에 대령강을 건넜고, 박천 도로 동쪽으로 1 킬로미터 (0.62 mi), 맹중동 북쪽으로 2 킬로미터 (1.2 mi) 떨어진 능선의 중국인민지원군 진지를 공격할 준비를 시작했다. 지원 병력으로 오스트레일리아 왕립 공군 제77전투비행대대의 P-51 머스탱 전투-폭격기 네 대가 로켓과 기관총 사격으로 중국인민지원군을 공격했는데, 이는 전쟁 중 오스트레일리아 항공기가 오스트레일리아 왕립 연대 제3대대를 지원한 몇 안 되는 경우 중 하나였다. 남동쪽으로 이어지는 능선에는 세 개의 주요 봉우리가 있었는데, 첫 번째 봉우리는 도로에 가장 가깝고, 두 번째 봉우리는 그 뒤에, 세 번째 봉우리는 더 뒤에 있었으며, 중국인민지원군은 첫 번째와 두 번째 봉우리를 점령하고 있었다. 아가일군이 오전 동안 잠시 능선을 점령했지만, 중국인민지원군에 의해 밀려났다. 오스트레일리아 왕립 연대 제3대대가 집결하는 동안 박격포 사격이 쏟아졌지만, 도로를 출발선으로 삼아 14:00에 대대 공격이 시작되었고, A 중대는 좌익에, B 중대는 우익에 각각 두 개의 소대가 전방에, 한 개의 소대가 예비로 배치되었으며, 각각 총검을 장착하고 확장된 전선에 배치되었다. A 중대는 빌 치츠 대위가, B 중대는 조지 털웰 소령이 이틀 전 차량 사고로 다리가 부러진 후 다르시 러프린 대위가 지휘했다. 박격포 소대는 대대본부와 함께 도로 옆에 배치되었고, 비커스 기관총 두 개 분대와 대전차 소대의 17파운더 대전차포 두 문이 배치되었다. 강습 선봉 소대는 현지 방어를 제공했고, 박격포는 기관총과 언덕을 공격하기 시작한 전차와 협력하여 중국인민지원군 박격포 사격에 대응하기 위해 지속적인 포격을 가했다.

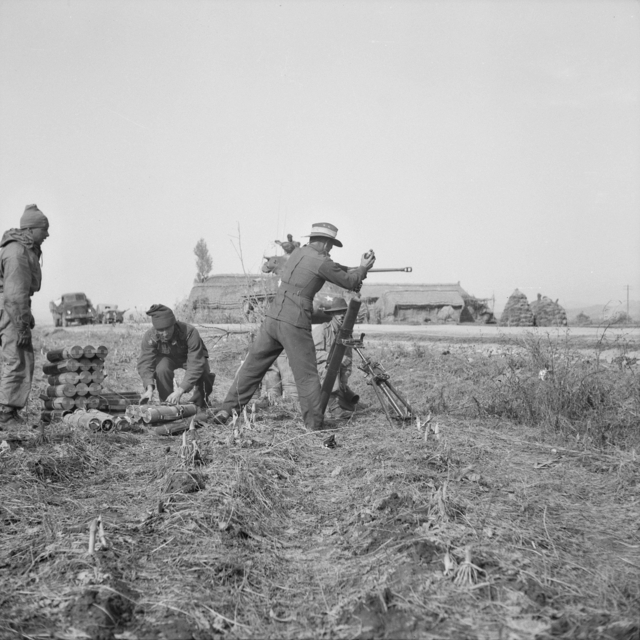
1950년 11월 5일 박천에서 작전 중인 오스트레일리아 박격포 부대

진격을 시작하면서 오스트레일리아군은 사상자를 내기 시작했다. 그러나 처음에는 중국인민지원군의 위치를 확인할 수 없었다. 그러나 그들이 상승을 시작하자 남쪽과 동쪽의 고지에서 강력한 소화기 사격에 직면했다. 500 미터 (550 yd)에 달하는 개활 논밭을 가로지르는 긴 접근 후, A 중대는 고립된 아가일군을 구원했다. 중국인민지원군은 이후 오스트레일리아군 두 개 중대를 50 미터 (55 yd) 능선을 확보하기 위해 격렬하게 싸우게 만들었다. 포병 지원이 부족했던 오스트레일리아군은 대신 대대의 자체 지원 화기에 의존했으며, 3인치 박격포와 중기관총의 지원과 더불어 도로 근처의 거치 진지에서 화력 지원을 제공하는 셔먼 전차 네 대의 지원을 받았다. A 중대와 B 중대가 격렬하게 교전하는 동안, 월시는 월터 브라운 소령의 지휘 아래 D 중대를 남쪽 언덕으로 이동시켜 우익을 강화하도록 했다. A 중대는 첫 번째 봉우리에 진지를 구축하는 데 성공하여 중국인민지원군을 그 진지에서 밀어냈고, 브렌 경기관총과 비커스 중기관총의 지원 사격 덕분에 B 중대가 그들의 우측으로 이동하여 두 번째 봉우리를 점령할 수 있었다. 마침내 16:00, 두 시간의 격렬한 전투 끝에 오스트레일리아군은 결연한 방어에 맞서 목표를 달성했다. A 중대와 B 중대는 중국인민지원군의 역습에 대비했다. 한편, 아처 덴니스 대위의 지휘 아래 C 중대는 대대본부와 지원 중대와 함께 도로에 예비 병력으로 남아 있었다.
공격 명령은 서둘러 내려졌고 세부 사항이 부족했으며, 방어 병력의 강도도 알려지지 않았지만, 공격군은 제한적인 공격 지원만으로 능선을 확보하는 데 성공했다. 전투 중 B 중대 소대장 중 한 명인 에릭 라슨 중위는 불과 일주일 전 구진 도하를 이끌었었는데 전사했다. 분대장 중 한 명인 제프 존스 상병은 즉시 제5소대 공격을 지휘하며 가파른 경사면을 가로질러 분대에서 분대로 이동하여 포화 속에서도 사격을 지시했다. 그는 자신의 행동으로 미 은성훈장을 수여받았다. 성공적인 공격으로 남쪽 도로가 개방되어 미들섹스 대대, 여단 본부, 그리고 여러 지원 부대가 오스트레일리아군을 통과하여 도로를 따라 철수할 수 있었고, 이어서 아가일군이 뒤따랐다. 오스트레일리아 왕립 연대 제3대대가 영국군 대대들이 안주의 청천강 도하 지점을 방어하는 새로운 진지를 점령하는 동안 후위 부대로 남아 있었다. 중국인민지원군 박격포와 기관총 사격은 계속해서 오스트레일리아 왕립 연대 제3대대에 쏟아졌고, 17:00에 한 발이 A 중대 본부를 파괴하여 2명이 전사하고 치츠를 포함한 4명이 부상당해 들것으로 후송되었다.
코아드는 오스트레일리아 왕립 연대 제3대대에 진지를 강화하고 철교를 확보하라고 명령했지만, 모든 중대가 투입되어 후자의 임무를 수행할 병력이 없었고 월시는 명령을 무시하기로 결정했다. 한편, 미들섹스 연대는 맹중동 북동쪽의 언덕을 점령했는데, 이곳은 중국인민지원군이 점령한 작은 지형 하나를 제외하고는 깨끗한 것으로 밝혀졌고, 아가일군은 전차 소대와 함께 남쪽으로 이동하여 맹중동 동쪽 4 킬로미터 (2.5 mi) 떨어진 작은 언덕 무리에 자리 잡았다. 이 지점에서 여단은 박천-맹중동-안주 도로를 장악할 수 있었다. 한편, 해가 지기 시작하자 부대의 행정 요소와 미 제61야전포병대대는 거센 바람 속에서 청천강 남쪽으로 이동했다. 영국군과 오스트레일리아군은 황혼부터 밤까지 경계 근무를 섰고, 보초를 세운 후 여단의 나머지 병력은 야간 일과를 시작했다.

### 월시, 고지에서 철수, 1950년 11월 5일/6일
11월 5일 해가 진 지 한 시간 후, 중국인민지원군은 맹중동 북쪽 3 킬로미터 (1.9 mi) 떨어진 박천 도로를 가로지르는 진지를 점령하고 있던 오스트레일리아 왕립 연대 제3대대 C 중대를 박격포와 기관총으로 공격했다. 한편, 남쪽으로 400 미터 (440 yd) 떨어진 지원 중대와 대대본부에도 기관총 사격이 쏟아졌다. 월시는 본부를 900 미터 (980 yd) 더 후방으로 재배치하기로 결정했다. 중국인민지원군 보병은 어둠 속에서 논밭을 가로질러 C 중대에 강력한 공격을 감행했으며, 동시에 오후에 점령했던 언덕을 사수하고 있던 A 중대와 B 중대도 공격했다. 중국인민지원군의 강력한 역습에 직면하여 월시는 전체 병력의 손실을 우려했고, 20:00에 코아드에게 알리지 않고 전면 철수를 명령하여 능선에서 병력을 후퇴시켜 도로에 대대를 집중시키려 했다. 어둠 속에서, 그리고 한 개 중대가 여전히 공격받는 상황에서 명령이 내려져 무질서한 야간 철수가 발생했다. 이 결정은 심각한 전술적 오류로 판명되었는데, 이후 몇 달 동안 자주 나타났듯이, 중국인민지원군은 언덕을 가로질러 도로에 묶인 유엔군을 측면 공격하는 데 능숙했으며, 유엔군은 도로 양쪽의 능선을 점령하지 못하여 결과적으로 전방과 후방에서 강력한 병력 집중과 마주하는 경우가 많았기 때문이다. 이 철수는 제27영연방여단의 좌익을 노출시킬 위협이 있었고, 코아드는 이러한 위험을 인식하고 월시에게 즉시 능선에 병력을 재배치하라고 명령했다. 결국 이는 달성 불가능한 것으로 판명되었다.
A 중대는 그날 오후 치츠의 부상 이후 로렌스 클라크 중위의 지휘를 받게 되었는데, 중국인민지원군과의 접촉을 막 성공적으로 끊었으며, 혼란스러운 철수 과정에서 여러 명의 전사자와 부상자를 냈다. 한편, B 중대도 언덕을 내려오면서 싸워야 했다. 두 중대 모두 이제 이전 진지에서 상당히 멀리 떨어져 있었고, 다시 싸워 돌아가기가 어려웠을 것이다. 궁극적으로 어둠 속에서 오스트레일리아군이 그 지형을 되찾기에는 너무 늦었고, 중국인민지원군의 공격 강도는 계속 증가했다. 남쪽 우익 측면에 있던 D 중대만이 – 공격받지 않은 상태로 남아 있었던 – 힐 63의 이전 진지를 되찾을 수 있었다. 한편, A 중대와 B 중대가 이전에 점령했던 진지는 압도적인 수의 중국인민지원군에 의해 점령되었고, 오스트레일리아 왕립 연대 제3대대의 나머지 병력은 대신 철도 건널목에 집결했다. 22:00에 코아드는 포기한 능선을 포격하고 박격포 사격을 가하도록 조치했고, 미들섹스 연대의 정찰대가 새로운 중국인민지원군 공격에 대비하여 맹중동 고개 남서쪽에 배치되었다. 그러나 격렬한 전투 끝에 자정 이후 오스트레일리아군에 대한 압박은 예상치 못하게 해제되었고, 중국인민지원군 부대들이 철수하기 시작하는 것이 관측되었다.
02:00까지 중국인민지원군의 공격은 저지되었고, 오스트레일리아 왕립 연대 제3대대는 맹중동 북쪽 철도 건널목 주변의 논밭으로 새로운 진지를 재배치했다. 그러나 혼란 속에서 중대들의 정확한 배치는 밤새도록 불확실했다. 오스트레일리아군 손실은 전사 12명, 부상 64명으로, 북한으로의 전체 진격 동안 입은 손실과 같은 수였다. 대대의 여러 장교들은 교전 중인 상태에서 철수하기로 한 결정이 위험하고 불필요했다고 비판했으며, 상세한 계획, 정찰, 명령 부족 또한 뒤따른 혼란의 원인으로 지적되었다. A 중대는 명령대로 즉시 철수했으며 그 과정에서 여러 명의 사상자를 냈지만, 제2차 오스트레일리아 제국군의 숙련된 베테랑이 지휘했던 B 중대와 D 중대는 더 유리한 상황이 올 때까지 지연했으며 결과적으로 더 나은 성과를 냈다. 그러나 다음 날 아침 D 중대의 정찰대는 버려진 A 중대와 B 중대 진지를 저항 없이 확보했다. 그 지역에는 중국인민지원군 시체와 장비가 흩어져 있었다. 사상자 중에는 중국인민지원군과 조선인민군이 모두 포함되어 있었고, 오스트레일리아군이 혼합된 병력으로부터 공격을 받았다는 것이 분명해졌다. 이 병력은 1,500명으로 추정되었다. 사망자 중 다수가 폭파 장치를 휴대하고 있었던 것으로도 밝혀졌다.

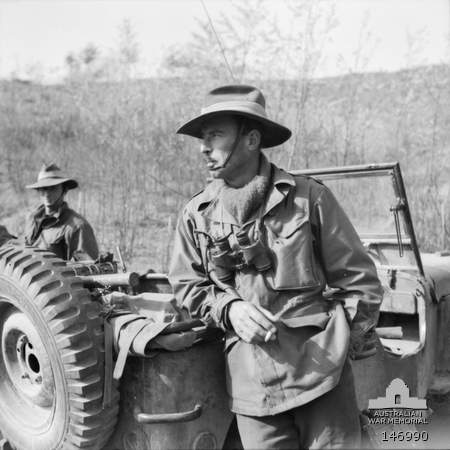
1950년 11월 7일 오스트레일리아 왕립 연대 제3대대 지휘를 맡은 직후의 퍼거슨

전날 밤의 사건에도 불구하고 오스트레일리아군은 여전히 도로를 장악하고 있었고, D 중대는 비록 대대의 나머지 병력과 고립되었지만 힐 63의 이전 중국인민지원군 요새를 계속 점령하고 있었다. 그러나 B 중대와 C 중대는 각각 도로 동쪽과 서쪽의 논밭에 위태롭게 배치되어 있었고, 날이 밝자 고지의 중국인민지원군 진지에 노출되었다. 같은 날 코아드는 오스트레일리아 왕립 연대 제3대대를 방문했다. 대대의 배치에 불만족하고 지휘관에 대한 신뢰를 잃은 그는 월시를 해임하고 부지휘관인 브루스 퍼거슨 소령을 그 자리에 임명했다. 월시는 미 제8군 본부의 원래 보직으로 돌아갔다. 퍼거슨은 대대 지휘를 맡기 위해 전방으로 나섰다. 그는 오스트레일리아 왕립 연대 제3대대에 참호를 파라고 명령했고, 여러 개의 정찰대를 파견했으며, C 중대는 D 중대 북동쪽으로 2.2 킬로미터 (1.4 mi) 떨어진 도로를 내려다보는 언덕으로 저항 없이 진격했다. 정상에 도달하자 오스트레일리아군은 중국인민지원군이 계곡을 따라 북쪽으로 철수하는 것을 관찰했다. 더 동쪽에서는 중국인민지원군이 미 제19보병연대 전투단을 공격했다. 그러나 11월 6일 오후까지 박천 주변의 중국인민지원군 철수는 전반적인 교전 중단의 일환임이 분명해졌다.

## 여파

### 사상자
제27영연방여단이 초기 성공을 거둔 후, 그들은 중국인민지원군의 역습을 받아 밤 동안 고지에서 밀려났다. 이 작전 동안 여단은 전사 12명, 부상 70명의 손실을 입었으며, 대부분은 오스트레일리아군이었다. 중국인민지원군 손실은 많은 사망자가 전장에서 치워졌기 때문에 알려지지 않았지만, 중국인민지원군 제39군 사령관 우신취안에 따르면, 제117사단 제350연대 소속 보병 중대가 교전 중 제27영연방여단에 의해 큰 타격을 입었다고 한다. 오스트레일리아군은 나중에 중국인민지원군이 전사 200명, 부상 200명의 사상자를 입었다고 추정했다. 중국인민지원군과의 첫 전투에서, 오스트레일리아 왕립 연대 제3대대는 제한적인 공격 지원만으로 잘 방어된 언덕을 성공적으로 점령했고, 강력한 역습에도 불구하고 이를 고수했지만, 혼란스러운 지휘 결정으로 인해 여전히 교전 중인 상태에서 무질서한 야간 철수를 감행했다. 전투는 양측 모두에게 큰 손실을 입혔고, 오스트레일리아군이 진격하는 중국인민지원군 제117사단을 저지하고 막대한 사상자를 입혔지만, 그들 자신도 큰 손실을 입었다. 그럼에도 불구하고 제27영연방여단은 박천에서 중국인민지원군의 돌파를 막아 강을 건너는 중요한 철수 경로를 열어두고 유엔군의 좌측 측면을 확보하는 데 성공했다. 상당한 사상자를 낸 중국인민지원군의 공세는 다음 날 보급 문제로 인해 마침내 중단되었다. 오스트레일리아 왕립 연대와 아르가일 및 서덜랜드 하이랜더는 나중에 "박천" 전투 명예를 부여받았다. 중국인민지원군과 조선인민군은 일시적으로 북쪽으로 철수해야 했고, 월커는 성공적으로 유엔군 진지를 강화하여 청천강 전선을 유지했다. 중국인민지원군은 초기 성공을 이용하지 못했고, 대신 신중한 전략을 채택한 것으로 보였다.

### 이후 작전
11월 7일, 미 제24보병사단과 제27영연방여단은 제한적인 정찰 진격으로 중국인민지원군 철수를 추격했다. 그날 아침 오스트레일리아 정찰대는 7명의 중국인민지원군 병사를 사살했고, 그 후 오스트레일리아 왕립 연대 제3대대는 여단의 나머지 병력과 함께 진격할 준비를 했다. C 중대는 저항 없이 북동쪽으로 2.5 킬로미터 (1.6 mi) 떨어진 힐 74를 점령했지만, 역경사면에 조선인민군 중대가 있는 것을 발견했다. 오스트레일리아군은 조선인민군을 기관총 사격으로 교전하여 방어자들에게 큰 손실을 입히고 5명을 포로로 잡은 후 포병과 공습의 공격을 받으며 당동으로 철수하게 했다. 대대의 나머지 병력은 우측에 배치되었고, 아가일군은 더 북쪽에 있는 두 개의 언덕을 점령했다. 여단의 진격은 11월 7일/8일 밤에 계획된 조선인민군 공격을 저지했으며, 이전 전투에서 발생한 수많은 중국인민지원군 시체도 발견되었다. 11월 9일, 진격은 박천 주변의 북서쪽으로 방향을 틀었고, 오스트레일리아 왕립 연대 제3대대는 동쪽으로 3 킬로미터 (1.9 mi) 더 전진하며 거의 저항을 받지 않고 여러 명의 포로를 잡았다. 11월 11일부터 제27영연방여단은 북쪽으로 천천히 진격했다. 11월 16일, 오스트레일리아 왕립 연대 제3대대는 박천 북쪽으로 3 킬로미터 (1.9 mi) 떨어진 대령강의 굽은 지점에 있는 힐 117을 점령했다. 다음 몇 주 동안 그들은 박천 지역에 머물면서 중대 규모까지의 광범위한 순찰을 수행하고 소규모 중국인민지원군/조선인민군 그룹과 교전했다. 겨울이 다가오면서 날씨는 눈과 강한 바람 속에서 몹시 추워졌다. 극한의 조건에 대비하지 못했던 오스트레일리아군은 점차 건강 문제로 고통받았고, 특히 대대의 고참 병사들 사이에서 심했다. 얼음과 눈 속에서의 작전을 위한 훈련과 장비가 부족하여, 추가 미군 한랭 기후 의류 및 장비가 보급되기 전까지 유지 보수도 부담스러웠다.

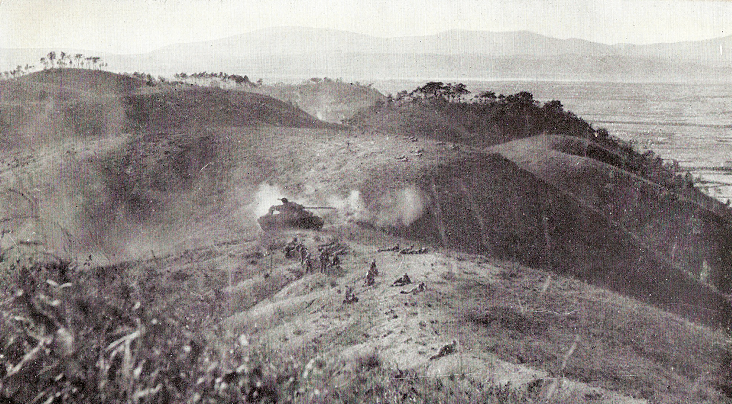
1950년 11월 7일 박천-신안주 도로 전투 중 미 전차와 함께한 오스트레일리아 왕립 연대 제3대대 C 중대

퍼거슨은 결국 유능한 지휘관임이 입증되었다. 그는 그 이후로 대대에 남아 있었다. 지휘권 변경은 영연방 점령군 총사령관인 호러스 로버트슨 경 중장에 의해 확인되었고, 퍼거슨은 11월 10일 중령으로 진급했다. 그는 코아드와 좋은 업무 관계를 발전시켰고, 코아드는 그를 높이 평가했으며, 퍼거슨은 한국에서 가장 어려운 시기에 오스트레일리아 왕립 연대 제3대대를 지휘하게 되었다.
유엔군은 11월 24일 공세를 재개했고, 이는 중국인민지원군이 중국인민지원군 제2단계 공세를 시작하기 직전이었다. 중국인민지원군 제13군집단은 11월 25일 밤 기습 공격을 개시하여 미 제8군을 청천강으로 밀어냈다. 중국인민지원군은 한국군에 막대한 손실을 입혔고, 우익의 미 제2보병사단을 궤멸시켰으며, 미 제8군은 남쪽으로 긴 철수를 시작했다. 동시에 중국인민지원군 제9군집단은 얼어붙는 겨울 날씨가 시작되자 장진호 근처에서 미 제10군단을 매복 공격했다. 미 제8군이 포위를 피하는 데 성공했지만, 미 제10군단은 1950년 12월 흥남에서 해상으로 철수해야 했다. 맥아더의 병력은 북한에서 축출되어 북위 38도로 철수했고, 그곳에서 다시 방어 진지를 구축하려 했다. 새로운 중국인민지원군 공세 시작 시 예비 병력으로 있던 제27영연방여단은 초기 타격을 면했다. 그러나 공세는 곧 유엔군을 무질서한 철수로 몰아넣었다. 오스트레일리아 왕립 연대 제3대대는 9일 만에 320 킬로미터 (200 mi)를 철수하여 1950년 12월 11일 서울 북동쪽 24 킬로미터 (15 mi) 떨어진 의정부에 도착했다. 그곳에서 영국군과 오스트레일리아군은 의정부 전투 동안 한국 수도의 북쪽 접근로를 확보하기 위해 방어 진지를 점령했다.

## 내용주

### 인용
1. ↑  MacDonald 1986, 30쪽.
2. ↑  Dennis et al 2008, 300–302쪽.
3. ↑  MacDonald 1986, 39쪽.
4. ↑  MacDonald 1986, 39–40쪽.
5. ↑  Johnston 2003, 55쪽.
6. ↑  O'Neill 1985, 706쪽.
7. 1 2  Dennis et al 2008, 302쪽.
8. ↑  O'Dowd 2000, 3쪽.
9. 1 2  Breen 1992, 8쪽.
10. ↑  Horner 2008, 57쪽.
11. ↑  Horner 2008, 58쪽.
12. ↑  Horner 2008, 58–61쪽.
13. ↑  Coulthard-Clark 2001, 257쪽.
14. ↑  Gallaway 1999, 67쪽.
15. ↑  Farrar-Hockley 1990, 248쪽.
16. ↑  Coulthard-Clark 2001, 258쪽.
17. 1 2  Coulthard-Clark 2001, 259쪽.
18. 1 2 3  Horner 2008, 62쪽.
19. ↑  O'Neill 1985, 44쪽.
20. 1 2 3 4 5 6  Coulthard-Clark 2001, 260쪽.
21. ↑  O'Neill 1985, 50쪽.
22. ↑  O'Neill 1985, 55–56쪽.
23. ↑  Chinese Military Science Academy 2000, 90쪽.
24. ↑  Fehrenbach 2000, 196쪽.
25. 1 2  Horner 2008, 63쪽
26. ↑  Hu & Ma 1987, 5쪽.
27. 1 2  Chinese Military Science Academy 2000, 38쪽
28. ↑  Hu & Ma 1987, 5쪽
29. 1 2 3  Farrar-Hockley 1990, 280쪽.
30. ↑  O'Neill 1985, 60쪽.
31. 1 2 3 4 5 6 7 8 9  Argent 2002, 76쪽.
32. 1 2 3 4 5 6 7 8 9 10 11 12 13  Horner 2008, 64쪽.
33. ↑  O'Dowd 2000, 17쪽
34. ↑  Gallaway 1999, 116쪽.
35. ↑  Breen 1992, 9쪽.
36. ↑  Farrar-Hockley 1990, 279–280쪽.
37. 1 2  Coulthard-Clark 2001, 261–262쪽.
38. 1 2  Farrar-Hockley 1990, 280–281쪽.
39. ↑  Gallaway 1999, 110쪽.
40. 1 2  Bartlett 1960, 39쪽.
41. ↑  Farrar-Hockley 1990, 281쪽.
42. ↑  Gallaway 1999, 111쪽.
43. ↑  O'Neill 1985, 261쪽.
44. ↑  Gallaway 1999, 111–113쪽.
45. ↑  O'Neill 1985, 261–262쪽.
46. 1 2 3 4 5 6  Farrar-Hockley 1990, 282쪽.
47. 1 2 3 4  Appleman 1998, 713쪽.
48. 1 2 3 4  Bartlett 1960, 40쪽.
49. ↑  O'Dowd 2000, 18쪽.
50. 1 2 3 4 5 6 7 8 9 10 11  O'Neill 1985, 62쪽.
51. ↑  Farrar-Hockley 1990, 282–283쪽
52. 1 2 3  O'Dowd 2000, 19쪽.
53. 1 2 3 4 5  Farrar-Hockley 1990, 283쪽.
54. 1 2 3 4  Bartlett 1960, 41쪽.
55. 1 2  Gallaway 1999, 113쪽.
56. ↑  Gallaway 1999, 114쪽.
57. 1 2  Gallaway 1999, 115쪽.
58. 1 2  O'Dowd 2000, 19–20쪽.
59. 1 2  O'Dowd 2000, 20쪽.
60. 1 2  Coulthard-Clark 2001, 261쪽.
61. ↑  Farrar-Hockley 1990, 283–284쪽.
62. 1 2 3 4 5 6 7  Farrar-Hockley 1990, 284쪽.
63. 1 2  Argent 2002, 77쪽.
64. 1 2 3  O'Dowd 2000, 27쪽.
65. 1 2 3  O'Dowd 2000, 23쪽.
66. 1 2  O'Neill 1985, 63쪽.
67. 1 2  Gallaway 1999, 125쪽.
68. ↑  Gallaway 1999, 122–123쪽.
69. ↑  Gallaway 1999, 116–120쪽.
70. ↑  Gallaway 1999, 124–125쪽.
71. 1 2 3  Farrar-Hockley 1990, 285쪽.
72. 1 2 3 4  O'Neill 1985, 64쪽.
73. 1 2 3  Coulthard-Clark 2001, 262쪽.
74. ↑  Wu & Wang 1996, 107쪽.
75. 1 2 3 4 5  Kuring 2004, 233쪽.
76. 1 2  Bartlett 1960, 42쪽.
77. ↑  Roe 2000, 176쪽.
78. ↑  Rodger 2003, 373쪽.
79. ↑  O'Neill 1985, 65쪽.
80. ↑  Argent 2002, 84쪽.
81. ↑  O'Neill 1985, 66쪽.
82. ↑  O'Neill 1985, 67쪽.
83. ↑  Fehrenbach 2000, 203쪽.
84. ↑  O'Neill 1985, 56쪽.
85. ↑  O'Neill 1985, 80쪽.

## 참고 문헌
- Appleman, Roy E. (1998) [1961]. 《South to the Naktong, North to the Yalu: United States Army in the Korean War: June – November 1950》. Washington, D.C.: Department of the Army. ISBN 978-0-16-001918-0. 2019년 10월 18일에 원본 문서에서 보존된 문서. 2011년 8월 6일에 확인함.
- Argent, Alf (2002). 〈The Next Leader: Bruce Ferguson〉. 《The Fight Leaders: Australian Battlefield Leadership: Green, Hassett and Ferguson 3 RAR – Korea》. Loftus, New South Wales: Australian Military Historical Publications. 72–113쪽. ISBN 1-876439-56-4.
- Bartlett, Norman, 편집. (1960). 《With the Australians in Korea》 3판. Canberra, Australian Capital Territory: Australian War Memorial. OCLC 488462542.
- Breen, Bob (1992). 《The Battle of Kapyong: 3rd Battalion, the Royal Australian Regiment, Korea 23–24 April 1951》. Georges Heights, New South Wales: Headquarters Training Command. ISBN 0-642-18222-1.
- Chinese Military Science Academy (2000). 《History of War to Resist America and Aid Korea (抗美援朝战争史)》 (중국어) II. Beijing: Chinese Military Science Academy Publishing House. ISBN 7-80137-390-1.
- Coulthard-Clark, Chris (2001). 《The Encyclopaedia of Australia's Battles》 2판. St Leonards, New South Wales: Allen & Unwin. ISBN 1-86508-634-7.
- Dennis, Peter; Grey, Jeffrey; Morris, Ewan; Prior, Robin; Bou, Jean (2008). 《The Oxford Companion to Australian Military History》 2판. Melbourne, Victoria: Oxford University Press. ISBN 978-0-19-551784-2.
- Farrar-Hockley, Anthony (1990). 《The British Part in the Korean War: A Distant Obligation》 I. London: HMSO. ISBN 0-11-630953-9.
- Fehrenbach, Theodore (2000) [1963]. 《This Kind of War: The Classic Korean War History》 50 Anniversary판. Washington, D.C.: Brassey's. ISBN 1-57488-259-7.
- Gallaway, Jack (1999). 《The Last Call of the Bugle: The Long Road to Kapyong》 2판. St Lucia, Queensland: University of Queensland Press. ISBN 0-7022-3106-1.
- Horner, David, 편집. (2008). 《Duty First: A History of the Royal Australian Regiment》 2판. Crows Nest, New South Wales: Allen & Unwin. ISBN 978-1-74175-374-5.
- Hu, Guang Zheng (胡光正); Ma, Shan Ying (马善营) (1987). 《Chinese People's Volunteer Army Order of Battle (中国人民志愿军序列)》 (중국어). Beijing: Chinese People's Liberation Army Publishing House. OCLC 298945765.
- Johnston, William (2003). 《A War of Patrols: Canadian Army Operations in Korea》. Vancouver, British Columbia: UBC Press. ISBN 0-7748-1008-4.
- Kuring, Ian (2004). 《Redcoats to Cams: A History of Australian Infantry 1788–2001》. Loftus, New South Wales: Australian Military Historical Publications. ISBN 1-876439-99-8.
- MacDonald, Callum A. (1986). 《Korea: The War before Vietnam》. New York: Free Press. ISBN 0-02-919621-3.
- O'Dowd, Ben (2000). 《In Valiant Company: Diggers in Battle – Korea, 1950–51》. St Lucia, Queensland: University of Queensland Press. ISBN 0-7022-3146-0.
- O'Neill, Robert (1985). 《Australia in the Korean War 1950–53. Combat Operations》 II. Canberra, Australian Capital Territory: Australian War Memorial. ISBN 0-642-04330-2.
- Rodger, Alexander (2003). 《Battle Honours of the British Empire and Commonwealth Land Forces 1662–1991》. Ramsbury, Wiltshire: The Crowood Press. ISBN 1-86126-637-5.
- Roe, Patrick C. (2000). 《The Dragon Strikes》. Novato, California: Presidio. ISBN 0-89141-703-6.
- Wu, Xin Quan (吳信泉); Wang, Zhao Yun (王照运) (1996). 《1000 Days on the Korean Battlefield: 39th Corps in Korea (朝鲜战场1000天 ： 三十九军在朝鲜)》 (중국어). 선양시, China: Liaoning People's Publishing House. ISBN 7-205-03504-X.

## 더 읽어보기
- Forbes, Cameron (2010). 《The Korean War: Australia in the Giants' Playground》. Sydney, New South Wales: Macmillan. ISBN 978-1-405040-01-3.
- Odgers, George (2009). 《Remembering Korea: Australians in the War of 1950–53》. Chatswood, New South Wales: New Holland Publishers (Australia). ISBN 978-1-74110-807-1.
- Pears, Maurie (2007). 《Battlefield Korea: The Korean Battle Honours of the Royal Australian Regiment, 1950–1953》. Loftus, New South Wales: Australian Military History Publications. ISBN 9780980379600.